# گائوزو (دودمان تانگ)
امپراتور گائوزو(۵۶۶-۶۳۵ میلادی) با نام زمان تولد لی یوآن، بنیانگذار امپراتوری تانگ در چین بود؛ او همچنین نخستین امپراتور این دودمان شاهی بود که از سال ۶۱۸ تا ۶۲۶ فرمان راند. در زمان دودمان سوئی، گائوزو فرماندار ایالت کنونی شانشی بود. او به همراه پسرش لی‌شی‌مین، تمام مدعیان امپراتوری و فرمانروایان محلی را کنار زد. در سال ۶۲۸، امپراتوری تانگ توسط فرزند گائوزو تای زونگ موفق شد که چین را تماماً متحد و یکپارچه سازد.
در سال ۶۱۵ لی یوان به فرمانداری پادگان شانشی منصوب شد. او با برخورد با گوکترک‌های شمال تجربه زیادی به‌دست آورد و توانست آنها را آرام کند. لی یوان همچنین توانست از این موفقیت‌ها حمایت کند و با فروپاشی سلسله سوئی در ژوئیه (۶۱۷) لی یوان  با اصرار پسر دومش لی شیمین (李世民، امپراتور نهایی تایزونگ) - شورش کرد. لی یوان با استفاده از عنوان "صدراعظم بزرگ" (大丞相)، یک امپراتور کودک دست نشانده به نام یانگ یو را منصوب کرد، اما در نهایت او را به کلی برکنار کرد و سلسله تانگ را در سال ۶۱۸ خود تأسیس کرد و خود بعنوان امپراتور تاجگذاری کرد. پسر و جانشین او لی شیمین پس از مرگش او را به عنوان گائوزو ("موسس عالی") تجلیل کرد. سلطنت امپراتور گائوزو بر اتحاد امپراتوری تحت تانگ متمرکز بود. او با کمک لی شیمین، که شاهزاده کین را خلق کرد، همه رقبای دیگر از جمله لی گی، دو جیانده، وانگ شیچونگ، ژو رنگائو و لیو ووژو را شکست داد. تا سال ۶۲۸ سلسله تانگ موفق شد تمام چین را  تحت فرمانروایی امپراتور تایزونگ متحد کند. در جبهه داخلی، او موفقیت‌های اولیه‌ای را که امپراتور ون سوئی به دست آورد، تشخیص داد و سعی کرد از بیشتر سیاست‌های امپراتور ون، از جمله توزیع مساوی زمین بین مردمش، الگوبرداری کند، و همچنین مالیات‌ها را کاهش داد. او سیستم حقوقی خشن را که توسط امپراتور یانگ سویی ایجاد شده بود و همچنین اصلاح سیستم قضایی را کنار گذاشت. این اقدامات اصلاحی راه را برای سلطنت امپراتور تایزونگ هموار کرد که در نهایت تانگ را به اوج قدرت رساند. در سال ۶۲۶ لی شیمین در یک اختلاف با برادرانش لی جیانچنگ، ولیعهد، و لی یوانجی، شاهزاده چی، به لی جیانچنگ و لی یوانجی در دروازه ژوانوو کمین کرد و آنها را کشت. امپراتور گائوزو از ترس اینکه لی شیمین ممکن است چه کند، تاج و تخت را به او سپرد و تایشانگ هوانگ (امپراتور بازنشسته) شد. او در ۲۵ ژوئن ۶۳۵درگذشت.